# Love of Kill
Love of Kill (jap. 殺し愛 Koroshi Ai) ist eine japanische Mangaserie von Mangaka Fe, die seit 2015 erscheint. Sie wurde 2022 als Anime-Fernsehserie adaptiert.

## Inhalt
Die stoische Kopfgeldjägerin Chateau Dankworth arbeitet für die Rizland-Support-Handelsgesellschaft. Bei einer ihrer Missionen trifft sie auf den Auftragsmörder Ryang-ha Son. Der bringt sie aber nicht um, sondern ist von ihr so angetan, dass er sie auf ein Date einlädt. Von da an verfolgt er sie bei ihren Aufträgen und kommt ihr zuvor, fängt und foltert ihre Zielpersonen, um die Informationen an Chateau weiterzugeben und wieder mit ihr ausgehen zu können. Auch scheint er über Informationen über ihre Vergangenheit zu verfügen, über die die junge Frau selbst nichts weiß. Doch dann wird Chateau auf Son selbst angesetzt. Viele Organisationen sind hinter ihm her, wegen seiner Morde und vor allem wegen des Massakers, mit dem er seine Karriere begann.

## Veröffentlichung
Der Manga erschien zwischen Oktober 2015 und Januar 2023 im Magazin Gekkan Comic Gene. Dessen Verlag Kadokawa Shoten brachte die Kapitel auch gesammelt in insgesamt 13 Bänden heraus. 
Eine deutsche Übersetzung von Etsuko Tabuchi und Florian Weitschies erschien von Mai 2022 bis April 2024 vollständig bei Manga Cult. Im März 2025 erschien unter dem Titel After the File ein Zusatzband. Eine englische Fassung wird von Yen Press herausgegeben.

## Animeserie
Auf Grundlage des Mangas wurde von Platinum Vision eine Anime-Serie produziert. Hauptautorin war Ayumu Hisao und Regie führte Hideaki Oba. Das Charakterdesign entwarf Yōko Satō, die künstlerische Leitung lag bei Masaki Mayuzumi und für die Kameraführung war Akane Fushihara verantwortlich. Die Tonarbeiten leitete Hajime Takakuwa.
Die 12 Folgen der Serie wurden vom 12. Januar bis 31. März 2022 von den Sendern Tokyo MX, KBS Kyoto, Sun TV, BS NTV und AT-X in Japan gezeigt. Die Plattform Crunchyroll veröffentlichte den Anime international per Streaming, unter anderem mit deutschen Untertiteln und deutscher Synchronfassung.

### Synchronisation
| Rolle              | Japanische Stimme (Seiyū) | Deutsche Stimme  |
| ------------------ | ------------------------- | ---------------- |
| Chateau Dankworth  | Saori Ōnishi              | Marnie Aramruck  |
| Ryang-Ha Song      | Hiro Shimono              | Julian Henneberg |
| Jinon              | Ayumu Murase              |                  |
| Donny              | Hōchu Ohtsuka             |                  |
| Euripedes Ritzland | Kenyū Horiuchi            |                  |
| Jim                | Kōhei Amasaki             |                  |
| Nikka              | Masakazu Morita           |                  |
| Hou                | Tomoaki Maeno             |                  |
| Mifa               | Yōko Hikasa               |                  |

### Musik
Die Musik der Serie wurde komponiert von Kei Yoshikawa. Das Vorspannlied ist Midnight Dancer von Toshiki Masuda und für den Abspann wurde das Lied Makoto Period von Aika Kobayashi verwendet.